# Afrikaanse kampioenschappen wielrennen 2018 – Wegwedstrijd mannen elite
De vijftiende editie van de wegwedstrijd voor mannen elite op de Afrikaanse kampioenschappen wielrennen werd gehouden op 18 februari 2018. De deelnemers moesten een parcours van 156 kilometer in en rond Kigali afleggen. De Eritreeër Amanuel Gebreigzabhier volgde de Zuid-Afrikaan Willie Smit op als winnaar.

## Uitslag
| Plaats | Naam                   | Tijd     |
| ------ | ---------------------- | -------- |
| Goud   | Amanuel Gebreigzabhier | 3u56'29" |
| Zilver | Metkel Eyob            | + 1'53"  |
| Brons  | Azzedine Lagab         | z.t.     |
| 4      | Mekseb Debesay         | + 1'55"  |
| 5      | Eddie van Heerden      | + 1'58"  |
| 6      | Joseph Areruya         | + 2'06"  |
| 7      | Henok Mulubrhan        | z.t.     |
| 8      | Youcef Reguigui        | + 2'08"  |
| 9      | Didier Munyaneza       | + 2'10"  |
| 10     | Gustav Basson          | z.t.     |
| 11     | Anass Aït El Abdia     | z.t.     |
| 12     | Hafetab Weldu          | z.t.     |
| 13     | Temesgen Buru          | + 2'36"  |
| 14     | Jean Claude Uwizeye    | + 5'54"  |
| 15     | Abderrahmane Mansouri  | + 6'28"  |
| 16     | Salim Kipkemboi        | + 8'07"  |
| 17     | Redwan Ebrahim         | + 9'09"  |
| 18     | Abdelraouf Benyagou    | + 9'39"  |
| 19     | Hailemelekot Hailu     | + 9'46"  |
| 20     | Tesfom Okubamariam     | + 9'47"  |